# Monique Pinçon-Charlot

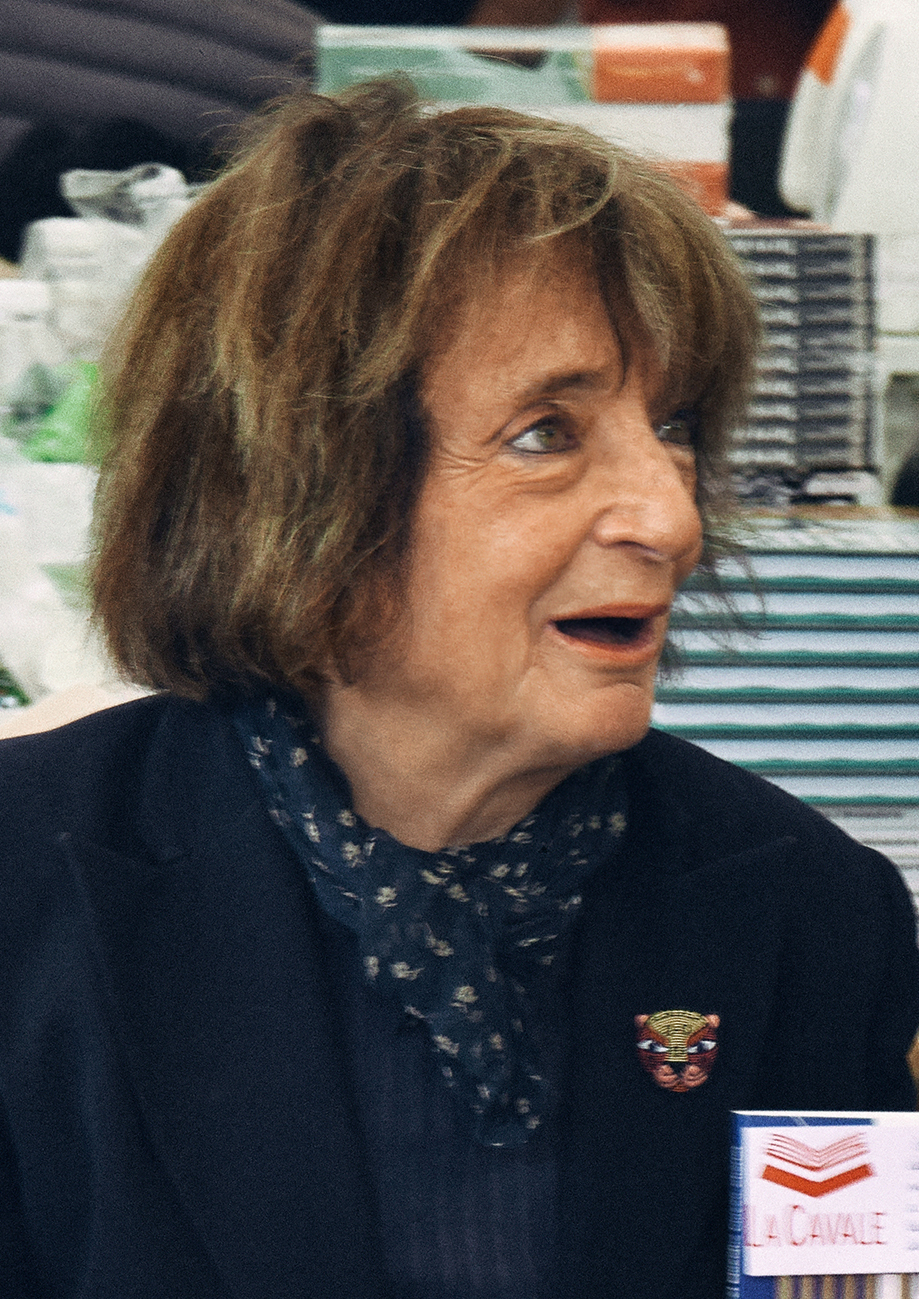

Monique Pinçon-Charlot (Monique Charlot de soltera) n. el 15 de mayo de 1946, es una socióloga francesa. Es directora de investigación en el Centro nacional de la investigación científica (CNRS), vinculado al Instituto de investigación sobre las sociedades contemporáneas (IRESCO) de la universidad de París-VIII, hasta su jubilación, en 2007. Trabaja generalmente en colaboración con su marido Michel Pinçon, igualmente sociólogo; han coescrito la mayor parte de sus obras.

## Carrera de socióloga
Monique Charlot trabaja desde hace más de treinta años con su cónyuge Michel Pinçon sobre el vínculo entre la agregación espacial y la segregación social. Fueron ambos directores de investigación en el Centro Nacional para la Investigación Científica (CNRS).
Marido y mujer trabajan desde 1970 en el Instituto de investigación sobre las sociedades contemporáneas (IRESCO) de la Universidad de París y en el Centro de sociología urbana (CSU).

### Segregación social, segregación urbana
Monique Pinçon-Charlot, Edmond Préteceille y Paul Devuelto publicaron, en 1986, en Segregación urbana, los resultados de una investigación estadística que se condujo a lo largo de ocho años. Estudiaron el vínculo entre clases sociales y colectivos (salud, transportes, policía, cultura) de la región parisiense, demuestra que son los obreros cualificados y los empleados, a menudo inmigrados, los principales ocupantes del parque HLM de la aglomeración parisiense o de las habitaciones baratas y anticuadas del centro de París. Al contrario, los HLM de París, de construcción más reciente y ubicadas en un medio ambiente más valorizado, no albergan ninguna familia modesta sino más bien altos funcionarios.

### Una sociología de los ricos
Con Michel Pinçon, estudió a partir de 1989 la agregación espacial de las élites sociales en ciertos barrios de la región parisiense ubicados en San Cloud, Boulogne, los fraccionamientos chics y no cerrados construidos bajo el Segundo Imperio : El Vésinet, los parques de Casas-Laffitte, el parque del castillo a Chatou, Versalles, Saint-Germain-Escoda-, Neuilly-sur-Seine y los barrios del oeste de París. Sobre todo, la publicación en 2007 por los Pinçon-Charlot de su obra Los guetos del gotha, pone de manifiesto la existencia de una concentración de la elevada burguesía francesa, en estos territorios, y las interacciones entre las miembros de esa clase, favorecidas por la endogamia, la segregación socio-espacial y cierta estrategias puestas en vigor para mantenerse unidos y al mismo tiempo separados del resto de la sociedad.

## Obra

### Con varios autores
- Introducción al estudio de la planificación urbana en región parisiense (con Edmond Preteceille), París : Centro de sociología urbana, 1973.
- Las Condiciones de aprovechamiento de la fuerza laboral (con Michel Freyssenet y François Imbert), París : Centro de sociología urbana, 1975.
- Las Modalidades de reproducción de la fuerza laboral (con Michel Freyssenet y François Imbert), París : Centro de sociología urbana, 1975.
- Equipos colectivos, estructuras urbanas y consumo social (con Edmond Preteceille y Paul Devuelto), París : Centro de sociología urbana, 1975.
- Espacio social y espacio cultural. Analiza de la distribución socio-espacial de los equipos culturales y educativos en región parisiense (con Paul de Gaudemar), París : Centro de sociología urbana, 1979.
- Espacio de los equipos colectivos y segregación social (con Paul Devuelto), París : Centra de sociologie urbana, 1981.
- Segregación urbana (con Paul Devuelto y Edmond Preteceille), París : Anthropos, 1986.
- De las sociólogas sin calidades ? Prácticos de investigación y compromisos, bajo la dirección de Delphine Naudier y Maud Simonet, París, El Descubrimiento, 2011.
- Altergouvernement (labor colectiva), El Muscadier, 2012.

### Con Michel Pinçon
- En los barrios guapos, Umbral, coll. « La Prueba de los hechos », 1989.
- Barrios burgueses, barrios de negocios, París : Payot, coll. « Documentos Payot », 1992.
- La Caza de montería Sus ritos y sus secretos. París : Payot, coll. « Documentos Payot », 1993.
  - Reedición coll. « Pequeña biblioteca Payot », 2003.
- Grandes Fortunas. Dinastías familiares y formas de riqueza en Francia, París : Payot, coll. « Documentos Payot », 1996. 
  - Reedición aumentada coll. « Pequeña biblioteca Payot », 2006.
  - Reedición coll. « Pequeña biblioteca Payot », 1998.
- Viaje con la gran burguesía, París : Prensas universitarias de Francia, coll. « Ciencias sociales y sociedades », 1997. 
  - Reedición coll. « Quadrige » no 380, 2002. Reedición actualizada 2005.
- Los Rothschild. Una familia bien ordenada, París : La Disputa, 1998.
- Nuevos patrones, nuevas dinastías, París : Calmann-Lévy, 1999.
- Sociología de la burguesía, París : El Descubrimiento, coll. « Fiches » no 294, 2000. Reeditábamos actualizadas en 2003, 2007 y 2016.
- París mosaïque. Paseos urbanos, París : Calmann-Lévy, 2001.
  - París. Quince paseos sociológicos, París : Payot, 2009. Reedición fuertemente adaptada.
  - Reedición coll. « Pequeña biblioteca Payot » no 926, 2013.
- El Caso Pinochet. Justicia y política, París : Syllepse, coll. « Argumentos Movimientos », 2003.
- Sociologie de París, París : El Descubrimiento, coll. « Fiches » no 400, 2004. Reedición actualizada 2008.
- Castillos y châtelains. Los siglos pasan, el símbolo permanece, París : Anne Carrera, 2005.
- Los guetos del gotha. Cómo la burguesía defiende sus espacios, París : Umbral, 2007. (ISBN 978-2-7578-1745-2)
  - Reedición París : Puntos, 2010.
- Los Millonarios de la suerte. Sueño y realidad, París : Payot, 2010.
  - Reedición coll. « Pequeña biblioteca Payot, 2011.
- El Presidente de los ricos. Investiga sobre la oligarquía en Francia de Nicolas Sarkozy, París : El Descubrimiento, 2010. (ISBN 978-2-35522-018-0)
  - Reedición aumentada coll. « El Descubrimiento Bolsillo. Pruebas » no 353, 2011.
- El Dinero sin fe ni ley, París : Ediciones Textuel, 2012. (ISBN 978-2845974449)
- La violencia de la rica - Crónica de una inmensa rompe social, Zonas, 2013.
- Rico, porqué no tú ?, puesto en cómic por Marion Montaigne, París : Dargaud, 2013.
- Porqué los ricos son- cada vez más ricos y los pobres cada vez más pobres ?, ilustrado por Etienne Lécroart, París, La Ciudad Quema, 2014.
- Es qué ser rico ? Entrevistas con Émile, ilustrado por Pascal Lemaître, París, Edición de Aube, 2015.
- Tentativa de évasion (fiscal), Zonas, 2015.
- Los depredadores al poder. Mano baja sobre nuestro porvenir, Textuel, 2017.
- Pánico en el 16. Una encuesta sociológica y dibujada, dibujos de Étienne Lécroart, La ciudad arde, 2017.

## Compromiso político
En 2011, apoya públicamente a Jean-Luc Mélenchon, candidato del Frente de izquierda a la elección presidencial de 2012.
Durante la elección presidencial de 2017, declara al micrófono de Francia Inter, el 26 de abril de 2017 en la emisión 5/7, que habla de Trump, Fillon, Le Pen y Macron : «Son los representantes por un lado, del sistema capitalista en esta fase espantosa que es el neoliberalismo. Esta fase donde la finanza toma el poder sobre lo político. Y están todos en la misma bolsa porque esta oligarquía para perdurar tiene necesidad de construir de tuerzas alternancias. [...] Los multimillonarios están en el poder. [...] Lo único que cuenta es, en el fondo, que el oligarca pueda continuar concentrando cada vez más todas las riquezas y todos los poderes. [...] Se trata de una guerra de clases que llevan los más ricos contra los pueblos».
Cuestionada sobre la segunda vuelta de la elección presidencial que oponía a Marine Le Pen y a Emmanuel Macron el 7 de mayo de 2017, Monique Pinçon-Charlot declaró : «No es cuestión para mí de votar ni para el uno ni para el otro».
En 2017, se presenta a las elecciones legislativas de 2017 en Hauts-de-Seine (la 13.ª circunscripción), con Sylvie Boxberger como suplente, y sin el espaldarazo de ningún partido político. Obtiene 4,01 % de los sufragios expresados en la primera vuelta.
En una entrevista de la revista Las Inrockuptibles en septiembre de 2017, declara que las políticas del presidente de la República Francesa Emmanuel Macron: 

«están al servicio casi exclusivo de la oligarquía, ya no estamos a partir de ahora en el marco de una alternancia clásica dentro de la oligarquía entre las derechas y los personajes de la izquierda, sino que el régimen actual sintetiza completamente los intereses de los más ricos».

## Documental
- Viaje por los guetos del Gotha, documental France 3, difundido el 1 de octubre de 2008
- Visionner la vidéo en Vimeo[2]
- A la felicidad de las ricas, 2 DVD, Viaje en gran fortuna - Las ricas y nos, Antoine Roux (realizador), Monique Pinçon-Charlot (realizadora), Michel Pinçon (realizador) - DVD ZONA 2. Aparecido el 23 de octubre de 2013

## Distinción
- Caballero de la Legión de Honor (decreto del 31 de diciembre de 2014).